# Bradypterus major
Bradypterus major là một loài chim trong họ Locustellidae.